# Турчин Ігор Євдокимович
І́гор Є́вдокимович Турчи́н (16 листопада 1936, с. Софіївка, жудець Четатя-Албе, Румунське королівство — 7 листопада 1993, Бухарест) — український гандбольний тренер. Заслужений тренер СРСР. Найуспішніший тренер в історії гандболу.
Створив команду «Спартак» (Київ) — 20-разового чемпіона СРСР, 13-разового переможця Кубку Європейських чемпіонів. За видатні досягнення в спорті Турчин і його команда занесені в Книгу рекордів Гіннеса.

## Біографічні відомості
Турчин — випускник Кам'янець-Подільського педагогічного інституту (нині Кам'янець-Подільський національний університет).
Починав роботу в ДЮСШ-2 Києва в 1959 році з групою новачків, з яких створив команду Спартак (Київ) — 20-разового чемпіона СРСР (1969—1988), 13-разового переможця Кубку Європейських чемпіонів.
Жіноча збірна СРСР, очолювана ним, займала перші місця на Олімпійських іграх в Монреалі (1976) і Москві (1980), була бронзовим призером олімпіади в Сеулі (1988), двічі перемагала на чемпіонатах світу (1982, 1986), в 1975 і 1978 була срібним призером світових першостей, в 1973 році — бронзовим призером.
У 1976 році був визнаний найкращим тренером світу. Заслужений тренер СРСР (1971). Кандидат педагогічних наук.
Підготував 20 олімпійських чемпіонів (1976, 1980 рр.): Людмилу Бобрусь (2), Тетяну Глущенко, Галину Захарову, Ольгу Зубареву, Ларису Карлову (2), Марію Літошенко, Ніну Гецко (Лобову), Наталію Лук'яненко, Валентину Лутаєву, Тетяну Макарець (2), Любов Одинокову, Ірину Пальчикову, Людмилу Панчук, Зінаїду Турчину (2), Наталію Шерстюк (2);
20 чемпіонів світу (1982, 1986 рр.): Марину Базанову (2), Ольгу Дідусенко, Ольгу Зубареву, Ларису Карлову (2), Ніну Гецко, Ірину Малько, Світлану Манькову, Наталію Митрюк (2), Олену Немошкало, Любов Одинокову, Тамілу Олексюк, Ірину Пальчикову, Людмилу Панчук, Ольгу Семенову, Євгенію Товстоган, Зінаїду Турчину (2)
12 бронзових призерів Ігор Олімпіад (1988, 1992 рр.): Марину Базанову (2), Тетяну Горб (2), Ларису Карлову, Світлану Манькову, Наталію Митрюк, Олену Немошкало, Наталію Русаченко, Ольгу Семенову, Євгенію Товстоган, Зінаїду Турчину.

Могила Турчина І. Є. на Берковецькому кладовищі

Помер в 1993 році під час гри за Кубок європейських чемпіонів у Бухаресті. Похований у Києві на Берковецькому кладовищі.

## Родина
Дружина Ігоря Турчина — одна з його вихованок, Зінаїда Турчина — найкраща гандболістка 20-го століття за версією Міжнародної федерації гандболу. У 1971 році у них народилася донька Наталія, а в 1983 році — син Михайло. Наталія Ігорівна Турчина — майстер спорту міжнародного класу, теж досягла значних успіхів у гандболі.

## Нагороди
Нагороджений орденами Трудового Червоного Прапора (1976, 1980), «Знак Пошани» (1971), орденом «Дружби народів».

## Пам'ять
У пам'ять про видатного тренера з 1995 року щорічно у Києві проводиться міжнародний гандбольний турнір «Кубок Турчина». У турнірі в різні роки брали участь жіночі збірні країн СНД, національна та юніорська збірні України, збірна клубів України, команда «Спартак» (Київ).
У 2016 році вулицю Василя Блюхера у Києві було перейменовано на вулицю Ігоря Турчина.
ЦИТАТИ про І. Є.ТУРЧИНА
«Я охоче тренувалася в гандбольній секції, яку організував у дитячо-юнацькій спортивній школі молодий тренер Ігор Євдокимович Турчин. Щоб зацікавити учениць, Ігор Євдокимович залучав нас займатися і бігом, і різноманітними рухливими іграми, волейболом, баскетболом. І все це виховувало в нас якості, потрібні гандболістові. Тренер знав, що тільки таке розмаїття може по-справжньому закріпити дівчаток за цією секцією. Адже на той час гандбол ще не набув такої популярності, як сьогодні. Дехто вважав його не жіночим видом спорту. Наш наставник виховував у нас любов до цього виду спорту. Ігор Євдокимович прищеплював нам почуття колективізму, взаємодопомоги. А уже все це повинне об'єднувати команду не тільки на матчі чи на тренуванні, а й за межами ігрового майданчика. Ми пронесли це почуття через усе життя». Ірина Пальчикова, олімпійська чемпіонка
«Ігор Євдокимович Турчин ходив по багатьох школах і відбирав дівчат, збирав майбутні діаманти. З нашої школи до його групи потрапило лише двоє — я і Галя Захарова. Він зумів з 13 років прищепити нам любов до цього виду спорту. Спочатку у нас були тренування один раз на тиждень, потім три, чотири, п'ять, шість, а згодом — і дванадцять. Тому майже весь час ми проводили з тренером. Батьки були на роботі, а ми — представлені вулиці та Турчину. Ми й уроки готували разом із ним: писали твори, розв'язували математичні задачі. Ігор Євдокимович був дуже розумним, начитаним і цікавим. І, доречі, дуже красивим. Усі дівчата були у нього закохані». Зінаїда Турчина, дворазова олімпійська чемпіонка
«На своєму спортивному шляху я зустрічала багато гандбольних тренерів і наставників. Та все ж найкращими для мене на все життя залишилися тільки вони — Йосип Васильович Зупко та Ігор Євдокимович Турчин. Обидва вони — схожі, емоційні, імпульсивні, фанати улюбленої справи». Ніна Лобова, олімпійська чемпіонка
«Ігор Євдокимович не любив програвати. І цього навчав нас протягом багатьох років. Ми вдячні йому за мудру науку». Любов Одинокова, дворазова олімпійська чемпіонка
«Справжнього спортсмена з мене зробив, звичайно, Ігор Євдокимович Турчин. Він відмінно бачив перспективу — де і хто, відповідно до своїх здібностей, може видати максимальний результат. Завдяки його організаторським здібностям і перспективному мисленню „Спартак“ і досяг успіхів». Наталія Шерстюк, дворазова олімпійська чемпіонка
«Перемога на Олімпійських іграх була заслугою всього колективу, але передусім Ігоря Євдокимовича Турчина. Це він своєю працездатністю, фантазією, творчістю зумів заразити своїх вихованців. Я по-справжньому повірила в себе, у свої сили на тренуваннях і під час гри. Ігор Євдокимович навчив мене бачити поле, бачити воротаря під час кидка, тисячі різноманітних технічних і тактичних прийомів, умінню орієнтуватися у складностях гри. Це тренер нової формації — глибокий вдумливий педагог, компетентний спеціаліст сучасного жіночого гандболу». Лариса Карлова, дворазова олімпійська чемпіонка
«Досягти видатних успіхів, які занесено до Книги рекордів Гіннеса, Ігорю Євдокимовичу Турчину допомогла старанність і тяга до навчання. Він повністю поринав у свою роботу. Турчин був відмінником. Він мав голову на плечах. А коли чоловік розумний — він усього досягне. Ігор Євдокимович завжди все робив сам. Маючи спеціалізацію баскетбол, він взявся за новий вид спорту. Тоді ж не було нічого: ні книжок, ні спеціалістів. Тринадцятирічними дівчатками я, Зіна Турчина, Галя Захарова і Марія Літошенко прийшли до нього й у підсумку — стали олімпійськими чемпіонками. Проте тоді наш тренер ще й сам добре не знав, що таке гандбол. Та з першого свого набору виростив чемпіонів Олімпіади». Людмила Бобрусь, дворазова олімпійська чемпіонка
«Ігор Євдокимович Турчин був великим життєлюбцем, володів несказанною енергетикою і працелюбством. Усю цю енергію він віддавав грі. Він був восьмим гравцем полі, начебто підтримуючи кожний рух, кожну дію своєї команди». Галина Захарова, олімпійська чемпіонка
«Думаючий тренер, робота поставлена на тверду наукову основу, досвідчений, розумний стратег і тактик, впевнений в собі та у своїй команді». Журналіст Валерій Вихованець про І. Є. Турчина
«Я довго думала, чому ми все виграємо? Так, ми сильні, спритні, сміливі. Так, ми багато чого можемо. Так, ми любимо гандбол. Та ці компоненти без тренера… Ігор Євдокимович Турчин нас постійно чомусь навчав. Розуміти труд, спорт, життєві ситуації. І, головне, нам було поруч з ним цікаво. Адже кожне його заняття не було схоже на попереднє. Сталі методи тренувань замінювалися грою у незвичайних умовах. Було важко, дуже важко. Багато завдань здавалися такими, що не можна виконати. Проте ми добре знали свого тренера: якщо він вимагає, отже це можна зробити. І якби важко не було сьогодні, завтра м'яч буде слухнянішим». Тетяна Горб, дворазовий бронзовий призер олімпійських ігор